# Výborná

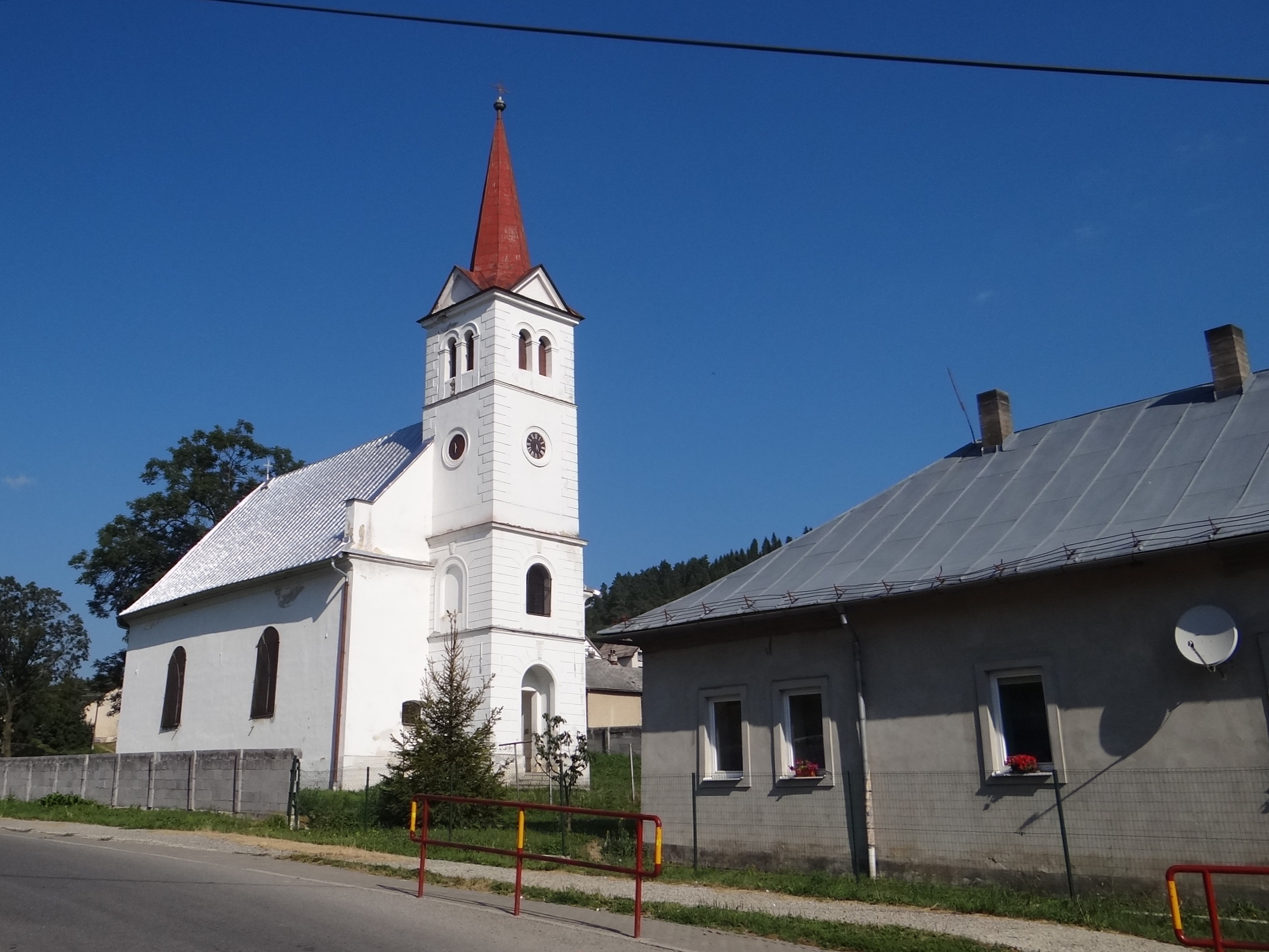
Evangelische kerk in Výborná

Výborná (Hongaars: Sörkút) is een Slowaakse gemeente in de regio Prešov, en maakt deel uit van het district Kežmarok.
Výborná telt 1.054 inwoners.